# Kantabanji
Kantabanji è una città dell'India di 20.090 abitanti, situata nel distretto di Balangir, nello stato federato dell'Orissa. In base al numero di abitanti la città rientra nella classe III (da 20.000 a 49.999 persone).

## Geografia fisica
La città è situata a 20° 28' 60 N e 82° 55' 0 E e ha un'altitudine di 297 m s.l.m..

## Società

### Evoluzione demografica
Al censimento del 2001 la popolazione di Kantabanji assommava a 20.090 persone, delle quali 10.460 maschi e 9.630 femmine. I bambini di età inferiore o uguale ai sei anni assommavano a 2.534, dei quali 1.330 maschi e 1.204 femmine. Infine, coloro che erano in grado di saper almeno leggere e scrivere erano 13.176, dei quali 7.754 maschi e 5.422 femmine.